# 再生と終焉
『再生と終焉』(さいせいとしゅうえん)は、2001年6月21日に発売したGacktのビデオ・クリップ集。発売元は日本クラウン。

## 概要
- ビデオ・クリップ集としては、『Video/Mirror. OASIS』以来、1年ぶりのリリースとなる。
- 7thシングル「Secret Garden」と8thシングル「君のためにできること」のPVとメイキング映像が収録されている。
- 収録曲の順番が裏に表記されているものと、多少異なる。

## 収録曲
1. Secret Garden Making
2. Secret Garden
3. 君のためにできること Making
4. 君のためにできること